# Nykyrka, Karelen

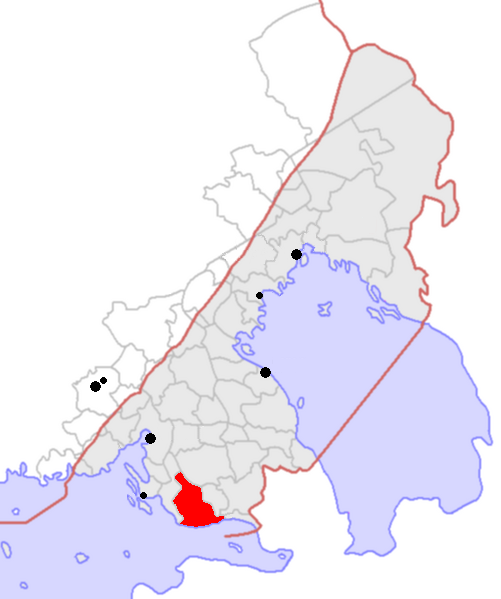
Nykyrka på Karelska näset

Nykyrka (finska: Uusikirkko; ryska: Поляны, Poljany) är en ort i Ryska federationen med  
1363 invånare (2010).
Nykyrka var tidigare en kommun i Viborgs län, sydöst om staden Viborg. Kommunens areal var 584 km², och hade 1932 4 138 invånare. Nykyrka var enspråkigt finskt. Området avträddes till Sovjetunionen 1948, efter andra världskriget. Den motsvarande nuvarande kommunen omfattar i huvudsak samma område. Kommunen hade cirka 12 000 invånare 2006.
I början av 1400-talet avskildes Nykyrka kyrksocken från Äyräpää. Den nämns första gången 1445. Möjligen har Nykyrka från början varit ett kapell under Äyräpää. Mikael Agricola dog 1557 vid Kuolemanjärvi (”Dödssjön”) i Nykyrka, på återresa från fredsförhandlingar i Moskva.
Talisola pappersbruk (1850-1864) låg vid Vammeljokis mynning i Finska viken och i Vammelsuu by.